# Spilosoma dinawa
Spilosoma dinawa är en fjärilsart som beskrevs av George Thomas Bethune-Baker 1904. Spilosoma dinawa ingår i släktet Spilosoma och familjen björnspinnare. Inga underarter finns listade i Catalogue of Life.